# Amtsgericht Nicolai
Das Amtsgericht Nicolai (ab 1911: Amtsgericht Nikolai) war ein preußisches Amtsgericht mit Sitz in Nicolai.

## Geschichte
In Nicolai bestand von 1849 bis 1879 die Gerichtskommission Nicolai des Kreisgerichtes Pleß. Das königlich preußische Amtsgericht Nicolai wurde mit Wirkung zum 1. Oktober  1879 als eines von sechs Amtsgerichten im Bezirk des Landgerichtes Gleiwitz im Bezirk des Oberlandesgerichtes Breslau gebildet. Der Sitz des Gerichtes war  Nicolai. Sein Gerichtsbezirk umfasste aus dem Kreis Pleß den Stadtbezirk Nicolai und die Amtsbezirke Emanuelsseegen, Gardawitz, Ober Lazisk, Mittel Lazisk, Mokrau, Petrowitz, Podlesie, Ornontowitz, Orzesche, Smilowitz, Tichau, Wyrow und Zawisc. Am Gericht bestanden 1880 drei Richterstellen. Das Amtsgericht war damit ein mittelgroßes Amtsgericht im Landgerichtsbezirk. Der Amtsgerichtsbezirk kam aufgrund des Versailler Vertrages 1919 und der Volksabstimmung in Oberschlesien zu Polen. Das Amtsgericht wurde aufgehoben, an seiner Stelle entstand das polnische Sąd Rejonowy w Mikołowie. Im Jahre 1939 wurde Polen deutsch besetzt. Im Rahmen der Neuorganisation der Gerichte in Ostdeutschland und im ehemaligen Polen wurden das Amtsgericht Nikolai  neu gebildet und erneut dem Landgericht Gleiwitz zugeordnet. Zum 1. April 1941 wurde der Landgerichtsbezirk Neisse mit seinen Amtsgerichten dem neugeschaffenen Oberlandesgericht Kattowitz zugeschlagen.
Im Jahre 1945 wurde der Amtsgerichtsbezirk unter polnische Verwaltung gestellt, und die deutschen Einwohner wurden vertrieben. Damit endete auch die Geschichte des Amtsgerichtes Nikolai. Unter polnischer Verwaltung entstand das Sąd Rejonowy w Mikołowie (1950–1975: Sąd Powiatowy w Mikołowie).